# Arsenał Królewski w Krakowie
Arsenał Królewski – zabytkowy budynek dawnego arsenału znajdujący się w Krakowie, w dzielnicy I Stare Miasto przy ulicy Grodzkiej 64, na Starym Mieście.
Zbudowany został w 1. połowie XVI wieku przez Zygmunta Starego wraz z odlewnią dział. W 1643 za czasów Władysława IV został gruntownie przebudowany, stąd też powszechnie nazywany jest arsenałem Władysława IV. Był to wówczas parterowy budynek, włączony w system krakowskich murów miejskich. Z okresu XVII-wiecznej przebudowy pochodzi zabytkowa sklepiona sala na parterze oraz monumentalny portal. Kolejne piętra budynek zyskał pod koniec XIX wieku. Od początku XX wieku wykorzystywany jest przez Uniwersytet Jagielloński.
Po I wojnie światowej podjęto decyzję o przekazaniu zniszczonego wówczas budynku na potrzeby Uniwersytetu Jagiellońskiego (od 1920 na II piętrze mieścił się Instytut Geografii UJ, a w 1923 budynek przekazano w całości uniwersytetowi). W 1927 budynek został przebudowany pod kierunkiem architekta Stanisława Filipkiewicza, by dostosować go do potrzeb dydaktycznych. 
Od 2005, po przeniesieniu geografii na Kampus 600-lecia Odnowienia UJ, mieści się tutaj część Wydziału Polonistyki UJ a mianowicie Centrum Języka i Kultury Polskiej w Świecie w skład którego wchodzą: Katedra Języka Polskiego jako Obcego oraz Szkoła Języka i Kultury Polskiej.

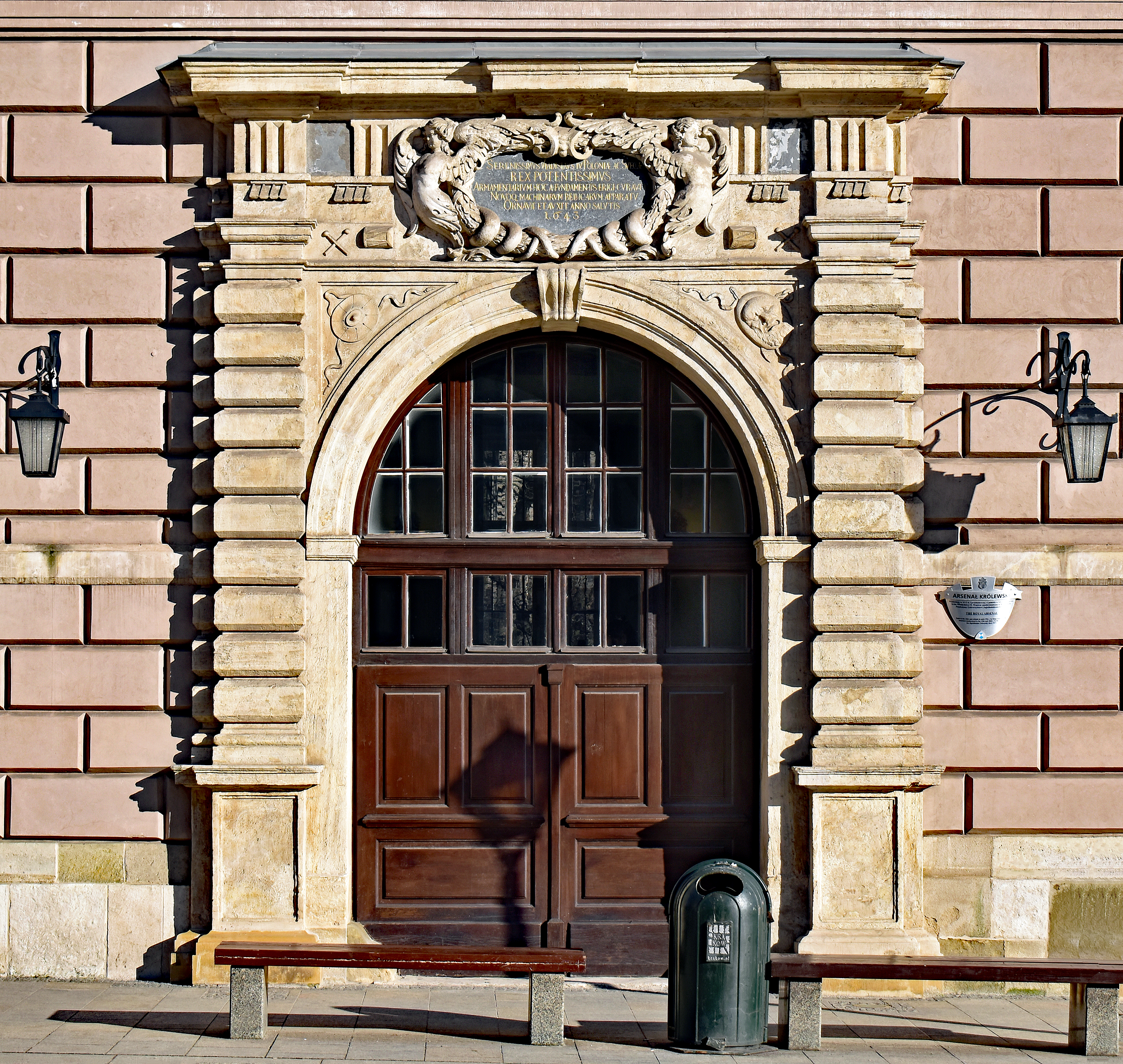
Brama  arsenału